# Лаврентий Калужский
Лавре́нтий Калу́жский (ум. 10 августа 1515) — юродивый, местночтимый святой Русской православной церкви. С помощью святого связывают защиту Калуги от нападения крымских татар в 1512 году. Около места погребения Лаврентия построен Лаврентьев монастырь.

## Жизнеописание
Вероятно, состоял в родстве с родом Хитрово. Некоторое время жил при дворе удельного князя Семёна Ивановича, а больше в полуверсте от города его времени, на вершине горы, покрытой густым лесом, в хижине вблизи храма Рождества Христова. Ходил зимой и летом босой, в рубашке и в овчинном кожухе. С топором, насаженным на длинное топорище, изображается святой Лаврентий и на древних иконах.
В монастырской летописи записано: «В лето 1512 года напали на град Калугу Агаряне, против которых вышел он (князь Семён Иванович Калужский) с своими гражданами, праведный Лаврентий, в доме его бывший, внезапно возопил гласом великим: дадите мне секиру острую, нападаши псы на князя Семёна, да оборотню от псов его и всем отойдите, князю же Семёну в то время бившемся с агарянами с насада (род судна водоходного) на Оке. Агарянам же во множестве обступившим князя, внезапно обретается на насаде Праведный Лаврентий, укрепил его и всё воинство ободрив победили врагов шедших на Калугу».
Умер 10 августа 1515 года. Впоследствии его мощи перенесены в двухэтажную соборную монастырскую церковь, построенную в конце XVI века. На втором этаже находились храмы в честь Вознесения Господня с приделом Николая Чудотворца, на первом этаже в честь святого мученика архидиакона Лаврентия и святого Лаврентия Христа ради юродивого Калужского Чудотворца, где у северной стороны покоятся его мощи, а над ними устроена рака с его иконой на ней.

## Память
На месте его подвигов, вероятно, князем Симеоном был устроен Калужский Свято-Лаврентьев монастырь.
20—23 августа 2015 года в Калуге прошли торжества, посвящённые 500-летию со дня преставления святого праведного Лаврентия Калужского. 22 августа по окончании Божественной литургии митрополит Калужский и Боровский Климент (Капалин), архиепископ Песоченский и Юхновский Максимилиан (Лазаренко) и епископ Козельский и Людиновский Никита (Ананьев) в сослужении духовенства Калужской митрополии совершили освящение памятника праведному Лаврентию.
23 августа 2018 года в Калугу были доставлены частицы мощей святого Лаврентия Калужского, обнаруженные в музее Красной армии в Москве.